# Pere Balañà i Espinós
Pere Balañà i Espinós   (Barcelona, 9 de desembre de 1883 - Barcelona, 25 de febrer de 1965) fou un empresari català de cinema i d'espectacles taurins.

## Biografia
Fou fill de Pere Balañà i Panadès, del Pla de la Cabra, i de Maria Espinós i Guardiola. Començà dirigint un obrador al carrer Deu i Mata de les Corts, es va convertir en tractant de bestiar important vaques dels Països Baixos i Suïssa. En la dècada de 1910 va militar inicialment a la Unió Federal Nacionalista Republicana, partit que a les eleccions municipals de 1915 va anar en coalició amb el Partit Republicà Radical de Lerroux, amb el que fou escollit regidor de l'ajuntament de Barcelona pel districte 7 amb l'etiqueta d'independent, essent el segon regidor més votat (4.705 vots). Aleshores va comprar El Poble Català i va participar en les lluites populars des del Foment Republicà de Sants. Com a regidor, va defensar la creació d'una escola pública al seu barri. Sants li va dedicar un homenatge que va finalitzar amb les interpretacions d'Els Segadors i La Marsellesa. El diari El Progreso el va titllar de separatista. El 1917 esdevingué membre de l'Ateneu Barcelonès.
A començaments dels anys 1920 deixa la política i el 13 de febrer de 1927 va esdevenir arrendatari i explotador de les tres places de toros de Barcelona, del Torín de la Barceloneta (propietat de Fèlix Escalas i Chamení), de La Monumental, propietat de la família Milà i Camps, i de la plaça de toros de les Arenes (de Lluís Marsans i Peix), organitzant corregudes de toros. La primera fou el 13 de gener de 1927 amb Enrique Torres, Carlos Sussoni i Vicente Barrera. Al llarg de la seva vida va organitzar 1.085 corregudes de toros i 913 corregudes de toros novells, comptant amb toreros destacats del moment com Manolete i Chamaco.
Després del 1939 controlà altres places de braus Saragossa, Jerez de la Frontera, Linares, Guadalajara, Calatayud i Palma (1955), i el 1946 adquirí la propietat de la Monumental a la vídua de Pere Milà i Camps. També va adquirir el Teatre Tívoli. El 1943 va iniciar la seva entrada en el negoci del cinema amb la compra del cinema de l'Avinguda de la Llum. El 1960 va rebre la Creu de Beneficència del Governador Civil de Barcelona Matías Vega Guerra. Va col·laborar activament amb Josep Maria de Porcioles i Colomer i fou novament regidor de l'ajuntament de Barcelona pel terç sindical el 1963. Poc abans de morir va veure inaugurat el seu darrer cinema, conegut com a Palau Balañà.
Casat amb Maria Fort i Pujadas, fou pare del també empresari Pere Balañà i Forts.